# Thomas Lynch Senior
Pour les articles homonymes, voir Thomas Lynch (homonymie) et Lynch.
Thomas Lynch est un planteur esclavagiste et homme politique américain de Caroline du Sud, né en 1727, mort en 1776. Il est délégué au Stamp Act Congress en 1765, puis au Premier et au Second Congrès continental de 1774 à sa mort en 1776.

## Biographie

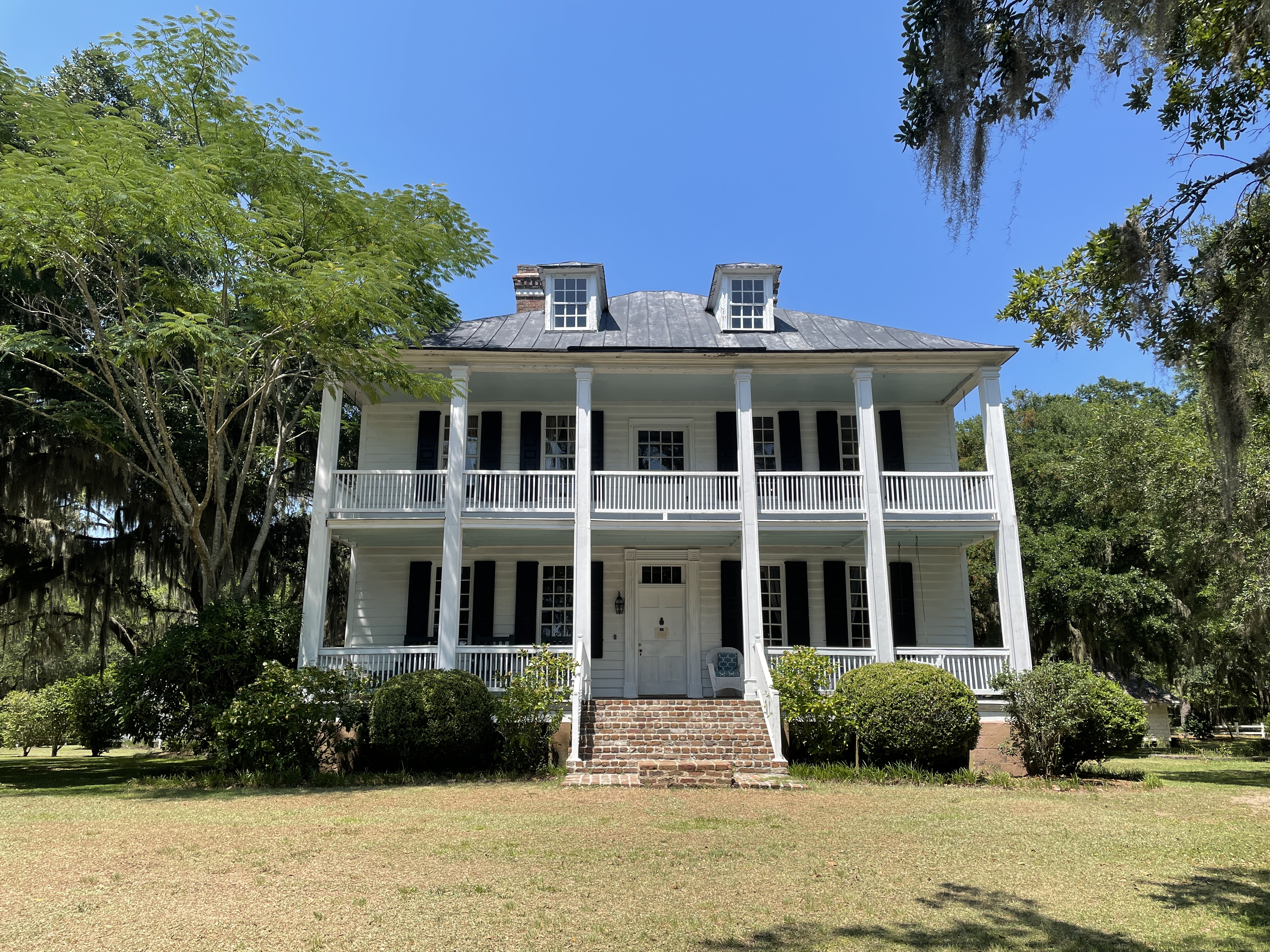
La maison des maîtres de la plantation.

Thomas Lynch est né en 1727 dans la paroisse St James (comté de Berkeley, dans la colonie anglaise de Caroline du Sud).
Lynch siège aux assemblées de la Chambre des communes de 1751 à 1757, de 1761 à 1763, en 1765, en 1768, et en 1772. Participant ainsi à la législature coloniale de Caroline du Sud, il représente la colonie au Stamp Act Congress en 1765. Il y dirige la commission qui rédige la pétition à la Chambre des communes. Il est ensuite membre du General Committee de 1769 à 1774.
Élu au Premier Congrès continental en 1774, élu de nouveau au Second Congrès continental en 1775, il participe avec Benjamin Franklin et Benjamin Harrison à la délégation envoyée à Cambridge (Massachusetts) pour rencontrer le général George Washington à propos du « moyen le plus efficace pour continuer, soutenir et gérer l'action de l'armée continentale ».
Washington leur fait part de son plan visant à armer des navires pour couper les lignes d'alimentation britanniques. Thomas Lynch et les autres délégués approuvent le plan de Washington et le recommandent au Congrès. Ils procurent ainsi le soutien politique indispensable à la mise en place de la marine de Washington, la première force navale organisée des nouveaux États-Unis.
Il signe l'Association continentale, mais il est malade en juillet 1776, et son fils unique Thomas Lynch Junior le remplace pour signer la Déclaration d'indépendance des États-Unis.
Il meurt en décembre 1776 à Annapolis dans le Maryland, pendant son voyage de retour,. Il lègue à son fils trois plantations et leurs 250 esclaves.